# Ørbæk (by)
 For alternative betydninger, se Ørbæk. (Se også artikler, som begynder med Ørbæk)
Ørbæk er en by på Fyn med 1.729 indbyggere  (2024), beliggende 14 km øst for Ringe, 25 km nord for Svendborg, 26 km sydøst for Odense og 14 km sydvest for Nyborg. Byen hører til Nyborg Kommune og ligger i Region Syddanmark.
Ørbæk hører til Ørbæk Sogn. Ørbæk Kirke ligger i byen.

## Faciliteter
4kløverskolens afdeling i Ørbæk har 392 elever, fordelt på 0.-9. klassetrin. Skolen har desuden en afdeling i Frørup med 129 elever, fordelt på 0.-6. klassetrin – efter 6. klasse kan de fortsætte i Ørbæk.
Ørbæk Midtpunkt indeholder 2 sportshaller, 2 mødelokaler og byens bibliotek. Ørbæk har to supermarkeder og et bageri.
Ørbæk Kro lukkede i 2013. I restaurationslokalerne blev der åbnet en slagter- og delikatesseforretning med fynske specialiteter. Et forsøg på også at drive cafe med selskabslokaler mislykkedes. I stedet rykkede en antikvitetsforretning ind i kroens festsal og pejsestue.

## Historie
På målebordsbladet fra 1800-tallet hedder landsbyen kun Ør. Den må have givet navn til Ørbæk, der strømmer gennem bebyggelsen, og bækken har så givet byen dens nuværende navn. Ør var allerede et knudepunkt med landeveje i 5 retninger: mod Odense, Nyborg, Svendborg, Faaborg og Assens. Derfor havde den til forskel fra almindelige landsbyer postkontor og telegrafstation. Lidt ud ad Nyborgvejen lå der også en kro.
I 1873 beskrives byen således: "Ørbæk med Kirke, Præstegaard og Skole, Hospital, Brevsamlingssted".

### Stationsbyen
Ørbæk fik station på Ringe-Nyborg Banen (1897-1962). Stationen havde et kort læssespor med stikspor til enderampe. Der var eksproprieret jord til et krydsningsspor, men det blev ikke anlagt. Stationsbygningen var som den eneste på strækningen i to etager fordi der også var postekspedition.
I 1899 beskrives byen således: "Ørbæk, ved Landevejenes Krydsning, med Kirke, Præstegd., Skole, Gæstgiveri, Bageri, Andelsmejeri, Jærnbane-, Telegraf- og Telefonstation samt Postekspedition". Målebordsbladet fra 1900-tallet viser desuden en lægebolig. Kortet viser også at bebyggelsen ved stationen er vokset sammen med kirkelandsbyen selvom stationen blev anlagt på bar mark nord for byen.
"Banestien" på kun godt 100 m mellem Odensevej og det tidligere stationsterræn er anlagt på banens tracé. Stationsbygningen blev revet ned i 1969 for at give plads til rådhuset i Ørbæk Kommune, der i 1966 blev dannet ved sammenlægning af 9 sognekommuner. Ørbæk Kommune blev sammen med Ullerslev Kommune indlemmet i Nyborg Kommune ved kommunalreformen i 2007.

### Ørbæk Marked
Ørbæk Marked opstod omkring 1900, hvor det nævnes i Almanak for Det danske Landbrug som et marked for heste, køer, får, geder m.m. Markedet blev holdt den 2. lørdag i juli hvert år indtil 1957, hvor mekaniseringen af landbruget havde medført at der ikke længere blev tilført heste. Så det sidste marked blev holdt med en lånt hest!
I 1980 genoptog man traditionen. Markedet skulle holdes i weekenden omkring den 2. lørdag i juli, og der skulle stadig være dyr, så markedet har en afdeling for husdyr og kæledyr. Men det er hovedsagelig et kræmmermarked, hvor kræmmerboderne har 4 km facade, fordelt på over 350 kræmmere. Desuden er der tivoli, musik i 5 telte og udstillinger. Med over 100.000 besøgende er det Fyns største folkefest. Byens foreninger tjener penge på at arbejde med markedet, og Ørbæk Borgerforening uddeler penge fra overskuddet.